# Classica di San Sebastián 2022
La Classica di San Sebastián 2022 (ufficialmente Donostia San Sebastian Klasikoa), quarantunesima edizione della corsa e valevole come ventiquattresima prova dell'UCI World Tour 2022 categoria 1.UWT, si svolse il 30 luglio 2022 su un percorso di 224,8 km, con partenza e arrivo a San Sebastián, in Spagna. La vittoria fu appannaggio del belga Remco Evenepoel, il quale completò il percorso in 5h31'44", alla media di 40,659 km/h, precedendo il francese Pavel Sivakov e il connazionale Tiesj Benoot.
Sul traguardo di San Sebastián 60 ciclisti, su 156 partiti dalla medesima località, portarono a termine la competizione.

## Squadre e corridori partecipanti
Alla competizione prendono parte 23 squadre, le diciannove del UCI World Tour 2022 e tre di categoria UCI ProTeam, per un totale di 156 ciclisti.
| N.      | Cod. | Squadra                     |
| ------- | ---- | --------------------------- |
| 1-7     | EFE  | EF Education-EasyPost       |
| 11-17   | IGD  | Ineos Grenadiers            |
| 21-27   | QST  | Quick-Step Alpha Vinyl Team |
| 31-37   | UAD  | UAE Team Emirates           |
| 41-47   | TBV  | Bahrain Victorious          |
| 51-56   | IWG  | Intermarché-Wanty-Gobert    |
| 61-67   | TFS  | Trek-Segafredo              |
| 71-76   | TJV  | Jumbo-Visma                 |
| 81-87   | BEX  | Team BikeExchange-Jayco     |
| 91-97   | LTS  | Lotto Soudal                |
| 101-107 | AST  | Astana Qazaqstan Team       |
| 111-117 | COF  | Cofidis                     |

| N.      | Cod. | Squadra                |
| ------- | ---- | ---------------------- |
| 121-127 | MOV  | Movistar Team          |
| 131-137 | ACT  | AG2R Citroën Team      |
| 141-147 | DSM  | Team DSM               |
| 151-157 | EKP  | Equipo Kern Pharma     |
| 161-166 | IPT  | Israel-Premier Tech    |
| 171-176 | GFC  | Groupama-FDJ           |
| 181-187 | CJR  | Caja Rural-Seguros RGA |
| 191-197 | EUS  | Euskaltel-Euskadi      |
| 201-206 | BOH  | Bora-Hansgrohe         |
| 211-217 | BBH  | Burgos-BH              |
| 221-227 | TEN  | TotalEnergies          |

## Ordine d'arrivo (Top 10)
| Pos. | Corridore         | Squadra      | Tempo    |
| ---- | ----------------- | ------------ | -------- |
| 1    | Remco Evenepoel   | Quick-Step   | 5h31'44" |
| 2    | Pavel Sivakov     | Ineos        | a 1'58"  |
| 3    | Tiesj Benoot      | Jumbo        | a 2'31"  |
| 4    | Bauke Mollema     | Trek         | a 3'11"  |
| 5    | Carlos Rodríguez  | Ineos        | s.t.     |
| 6    | Simon Yates       | BikeExchange | a 3'28"  |
| 7    | Toms Skujiņš      | Trek         | a 4'09"  |
| 8    | Mattias Skjelmose | Trek         | s.t.     |
| 9    | Rigoberto Urán    | EF Education | s.t.     |
| 10   | Lorenzo Rota      | Intermarché  | s.t.     |